# Västlig blocklav
Västlig blocklav (Porpidia platycarpoides) är en lavart som först beskrevs av Bagl., och fick sitt nu gällande namn av Hertel. Västlig blocklav ingår i släktet Porpidia och familjen Lecideaceae.  Arten är reproducerande i Sverige. Inga underarter finns listade i Catalogue of Life.